# Spektr-RG
Spektr-RG (niem. Spektrum-Röntgen-Gamma, SRG; ros. Спектр-Рентген-Гамма, Спектр-РГ) – rosyjsko-niemiecki teleskop kosmiczny, prowadzący obserwacje w zakresie promieniowania rentgenowskiego i promieniowania gamma. Znajduje się na orbicie heliocentrycznej w pobliżu punktu libracyjnego L2 układu Ziemia-Słońce.

## Cele badań
Według agencji Roskosmos Obserwatorium kosmiczne Spektr-RG ma wykryć około stu tysięcy masywnych gromad galaktyk, czyli zasadniczo wszystkie w obserwowalnej części Wszechświata, około 3 miliony supermasywnych czarnych dziur w jądrach galaktyk, setki tysięcy gwiazd z aktywnymi koronami gwiazdowymi i akreujących białych karłów, dziesiątki tysięcy galaktyk gwiazdotwórczych i inne obiekty. Ma również dostarczyć danych o właściwościach międzygwiazdowej i międzygalaktycznej plazmy.

## Instrumenty

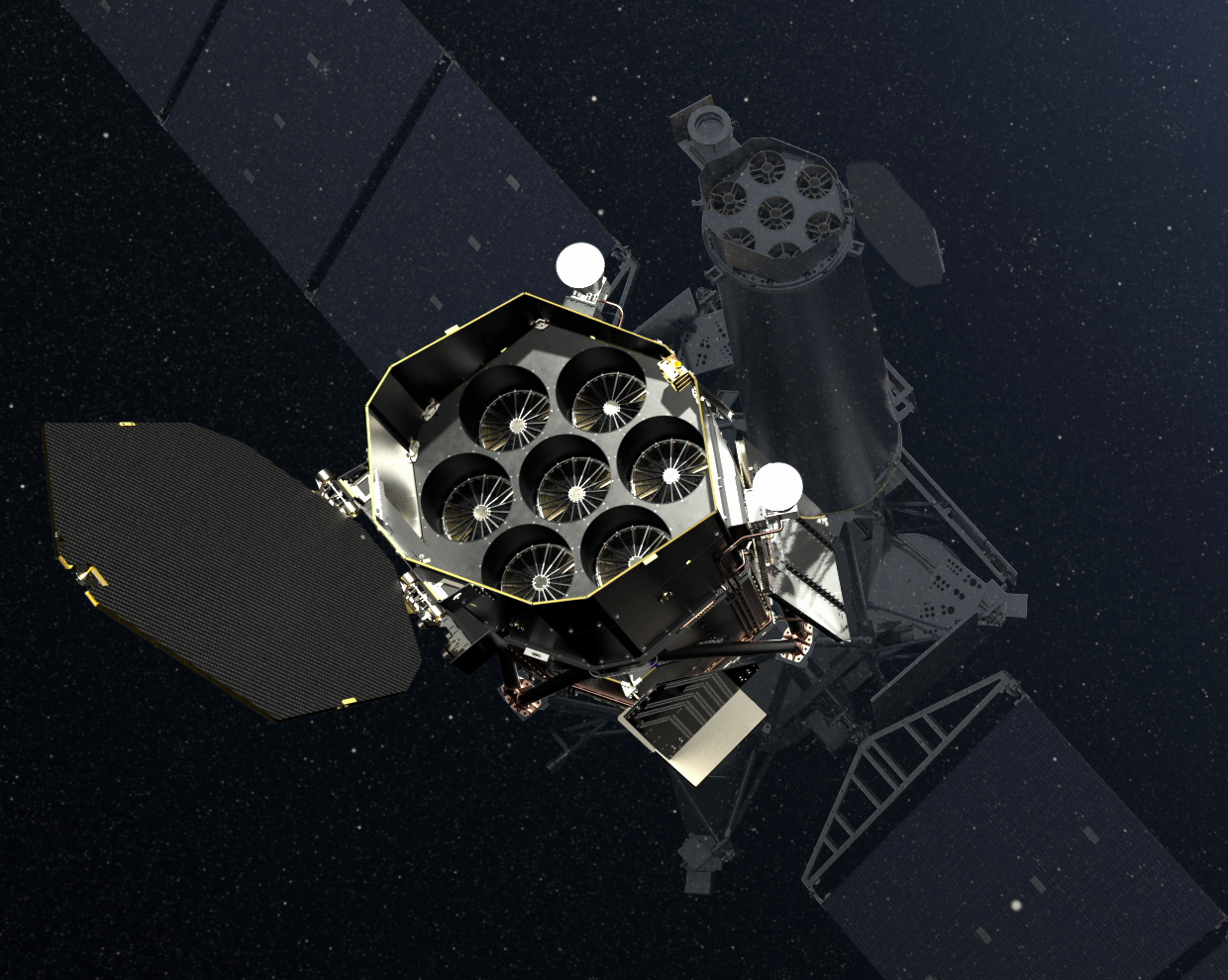
Teleskopy eROSITA (większy po lewej) i ART-XC (mniejszy po prawej)

Obserwatorium składa się z dwóch teleskopów umieszczonych na wspólnej platformie „Nawigator”, która była wcześniej używana np. w misji radioastronomicznej Spektr-R.
Rosyjski teleskop ART-XC (ang. Astronomical Roentgen Telescope X-ray Concentrator) obserwuje niebo w zakresie energii 5–30 keV. Składa się z siedmiu modułów po 28 zwierciadeł w układzie Woltera. Jego rozdzielczość kątowa to 45 sekund kątowych.
Niemiecki teleskop eROSITA obserwuje niebo w zakresie energii 0,3–11 keV. Składa się z siedmiu modułów po 54 zwierciadła w układzie Woltera. Jego rozdzielczość kątowa to 18 sekund kątowych.

## Przebieg misji
Sonda została wystrzelona 13 lipca 2019 roku z kosmodromu Bajkonur w Kazachstanie, za pomocą rakiety Proton M. 23 lipca zostały zdjęte pokrywy teleskopów eROSITA i ART-XC. Trwający ok. 3 miesiące lot do punktu libracyjnego L2 to okres weryfikacji działania i kalibracji przyrządów. Podstawowa misja, polegająca na wykonaniu kompletnego przeglądu nieba w zakresie 0,3–11 keV, ma potrwać 4 lata. Następne 2,5 roku potrwają dalsze obserwacje wybranych obiektów w zakresie twardszego promieniowania (do 30 keV).